# Klostergesetz
Als Klostergesetz wurde das preußische Gesetz zur Auflösung der geistlichen Orden bezeichnet. Es wurde im Juni 1875 im preußischen Amtsblatt veröffentlicht und war Teil des Kulturkampfs. Es wurde am 31. Mai 1875 vollzogen und am 3. Juni 1875 verkündet.
Mit dem Gesetz vom 29. April 1887 wurden alle Orden außer dem Jesuitenorden wieder zugelassen.

## Inhalt
Das Gesetz sah vor, dass geistliche Orden der katholischen Kirche sowie ordensähnliche Kongregationen vom preußischen Staatsgebiet ausgeschlossen wurden. Die Errichtung neuer Niederlassungen wurde untersagt und die Aufnahme neuer Mitglieder war ab dem Tag der Verkündung des Gesetzes (3. Juni 1875) untersagt. Bestehende Niederlassungen sollten in einer Frist von sechs Monaten aufgelöst werden.
Eine Ausnahme war für reine Krankenpflegeorden vorgesehen, die sich ausschließlich der karitativen Tätigkeit für Kranke widmeten. Sie spielten für das Krankenhauswesen in Preußen eine wichtige Rolle und durften fortbestehen. Allerdings war ihre Aufhebung durch königliche Verordnung grundsätzlich jederzeit möglich.
Aufgrund des Klostergesetzes wurden in Preußen 296 Ordensniederlassungen aufgehoben.